# Gewog de Chapcha
Le gewog de Chapcha (dzongkha : སྐྱབས་ཆ་) est un gewog, c'est-à-dire un groupe de villages, situé dans le district de Chukha au Bhoutan. Il a une superficie de 112,6 kilomètres carrés et contient 11 villages.